# ۱۱۶۸ (میلادی)
۱۱۶۸ (میلادی) هزار و صد و شصت و هشتمین سال تقویم میلادی است.

## درگذشتگان
‎